# Бяла Река (Смолянська область)
Бя́ла Река́ (болг. Бяла река) — село в Смолянській області Болгарії. Входить до складу общини Рудозем.

## Населення
За даними перепису населення 2011 року у селі проживали 262 особи.
Національний склад населення села:
| Національність   | Кількість осіб | Відсоток |
| ---------------- | -------------- | -------- |
| болгари          | 227            | 91,2%    |
| турки            | 0              | 0%       |
| цигани           | 0              | 0%       |
| інша             | 19             | 7,6%     |
| не визначились   | 3              | 1,2%     |
| Всього відповіли | 249            |          |

Розподіл населення за віком у 2011 році:
Динаміка населення: